# يوشي هاسيغاوا
يوشي هاسيغاوا (باليابانية: 長谷川 雄志) (مواليد 6 ديسمبر 1996) هو لاعب كرة قدم ياباني.

## وصلات خارجية
- يوشي هاسيغاوا على موقع رابطة كرة القدم اليابانية للمحترفين (اليابانية)
- يوشي هاسيغاوا على موقع قاعدة بيانات كرة القدم.إي يو (الإنجليزية)
- يوشي هاسيغاوا على موقع Soccerway.com (الإنجليزية)
- يوشي هاسيغاوا على موقع عالم كرة القدم.نت (الإنجليزية)